# Abraxas nigrofasciata
Abraxas nigrofasciata là một loài bướm đêm trong họ Geometridae.